# قشلاق محمدلو
قشلاق محمدلو، روستایی از توابع بخش تنکمان شهرستان نظرآباد در استان البرز ایران است.

## جمعیت
این روستا در دهستان تنکمان جنوبی قرار دارد و براساس سرشماری مرکز آمار ایران در سال ۱۳۸۵، جمعیت آن ۷۱ نفر (۱۵خانوار) بوده‌است.